# Steinpeiss

Stammwappen derer von Steinpeiss, nach Zacharias Bartsch, koloriert

Steinpeiss (auch Steinpeis, Stainpeisz, Steinbeiss, später Steinpeiss von Kirchberg zu Raab) ist der Name eines österreichischen Adelsgeschlechts, das zum niederösterreichischen landständischen Adel sowie zum Adel der Steiermark und der Krain zählte.

## Geschichte

### Ursprung und Besitztümer

#### Stammsitz Aichberg mit Schloss und Kapelle
Stammsitz des Adelsgeschlechtes derer von Steinpeiss war von 1412 bis ins Jahr 1771 die Burg Aichberg oder Aichperg (heute Schloss Aichberg (Steiermark)). Hans [Johann] Ritter von Aichberg bekam als letzter seiner bis ins 14. Jh. in der Burg ansässigen Familie im Jahre 1396 von Herzog Wilhelm von Österreich die Herrschaft als Lehen. Er zeugte eine Tochter, die mit Hans dem Reuter verheiratet war, und deren Tochter Barbara wiederum 1407 eine Ehe mit Balthasar Welzer (Welser) aus der Augsburger Patrizierfamilie einging. Die geerbte Burg wurde von der Aichberger Erbtochter Barbara an den Schwager Moritz Welzer verkauft.
Von der Großkaufmannsfamilie erwarb die Burganlage im Jahr 1412 Seyfried Steinpeiß, der ursprünglich aus einer bei Weiz ansässigen ehemaligen Ministerialenfamilie der Stubenberger stammte. Später wurde die Burg durch die Adelsfamilie derer von Steinpeiss in der Mitte des 17. Jahrhunderts zum Schloss ausgebaut. Das Schloss Aichberg (Eichberg) liegt im Ort Eichberg in der Gemeinde Rohrbach an der Lafnitz im Bundesland Steiermark und ist heute ein Teil der Schlösserstraße im Südosten Österreichs.
Die bereits unter dem Wulfing Ritter von Aichberg erbaute und Johannes dem Täufer im Jahr 1378 geweihte Burgkapelle bei Schloss Aichberg wurde durch die Pfarrkirche Eichberg im 17. Jahrhundert ausgebaut. Sie beherbergt die Grablege sowie mehrere Grabsteine der ehemaligen gräflichen Familie von Steinpeiss, die auch eine Mariensäule in der Nähe der Kirche stiftete.

#### Steinpeisshäuser in Hartberg und Anger sowie weitere Besitzungen
Seit 1412 war Seyfried Steinpeiß Besitzer des sog. Steinpeißhauses, das heute als Stadtmuseum in der Gemeinde Hartberg fungiert. Er besaß auch in der Gemeinde Anger im Bezirk Weiz in der Steiermark ein weiteres sog. Steinpeisshaus (Stainpeißhaus oder Freihaus Anger), welches später im Jahre 1507 an die Freiherren von Teuffenbach zu Mayerhofen gelangte. Steinpeiss kaufte weitere Besitzungen im folgenden Jahr (1413) in Dechantskirchen, Friedberg, Kleinschlag, zwischen Lafnitz und Lungitz sowie Besitzungen in Limbach, Pinka, Rohrbach und Stegersbach.

#### Kirchberg an der Raab
Laut Marchfutterregister von 1414 und 1426 war das Geschlecht derer von Steinpeiss durch den Erwerb des Hans von Steinpeiss [Johann von Steinpeiss] seit dem 15. Jahrhundert im Besitz der Herrschaft Kirchberg an der Raab. Dieser Besitz wechselte zwar zunächst auf die Seite des ritterlichen Geschlechts der Zöbinger [Zöbing, auch Zebinger] (u. a. Caspar Zebinger zu Kirchberg an der Raab). Später aber übernahmen es Familienmitglieder derer von Steinpeiss sukzessive wieder in zwei Teilen (Ober- und Unterkirchberg). Im Jahr 1634 wurde an Siegmund von Steinpeiss das Gut Unter-Kirchberg verpfändet und das Gut Ober-Kirchberg im Jahre 1669 an Siegmunds Enkel Georg Christof von Steinpeiss.

#### Jedenspeigen
Anfang des 16. Jahrhunderts bis zum Jahre 1524 ging u. a. auch das Schloss Jedenspeigen bei Jedenspeigen (im Bezirk Gänserndorf, Niederösterreich) vom ritterlichen Adelsgeschlecht derer von Jedenspeigen (Idunspeugen) in den Besitz des Geschlechts derer von Steinpeiss über.

#### Schrattenberg
Eva Rosina Gräfin Steinpeiss und Maria Viktoria Freiin Unverzagt waren die Erben und Töchter des Viktor Jakob Freiherr von Prandegg, der den Besitz Schrattenberg, ein Gut im ehemaligen Sankt Lorenzen bei Scheifling (heute Scheifling, Bezirk Murau, Steiermark) mit mittelalterlichen Wehrbau, 1680 erworben hatte und bis 1685 ein neues prachtvolles Schloss anstelle des Wehrbaus errichten ließ. Schrattenberg war bereits 1144 schriftlich genannt worden, später 1448 als Turm Schrattenberg. Aufgrund der damit verbundenen Schulden mussten die Töchter das Schloss Schrattenberg an Ferdinand Fürst Schwarzenberg veräußern, sodass das Gut bis heute mit der noch erhaltenen Schlossruine im Besitz des Adelsgeschlechts derer von Schwarzenberg ist.

#### Teufenbach-Katsch
Neben Schrattenberg erbte Eva Rosina Gräfin Steinpeiss 1691 von ihrem Vater Viktor Jakob von Prandegg auch die Burg Katsch bei Teufenbach-Katsch, über die er 30 Jahre lang seit 1661 verfügt hatte und welche letztendlich über die Tochter (ähnlich wie Schrattenberg) in den Besitz der Familie Schwarzenberg überging. Heute ist von der Burg nur noch eine Ruine erhalten.

#### Birkfeld mit Schloss Birkenstein
Josef Graf von Steinbeiß erhielt 1675 die Herrschaft Birkfeld bei Weiz einschließlich Schloss Birkenstein (Denkmallisteneintrag) als Erbe und vergrößerte den Bau im 17. Jahrhundert. Johann Josef Graf Steinbeiß veräußerte den Besitz im Jahre 1707 an seinen Vettern Max Siegmund Graf Trauttmansdorff, über den es nach mehreren Besitzwechseln zu Johanna Reichsgräfin Wurmbrand mit Marchese Antonio Tacoli gelangte.

#### Dornhofen
Schloss Dornhofen in der Gemeinde Eggersdorf bei Graz im Bezirk Graz-Umgebung (Steiermark) wurde 1720 an Maria Eleonore Gräfin Steinpeiss vererbt, nachdem 1656 Maria Rosina Freiin von Eibiswald (Adelsgeschlecht) und später ihre mit Gottfried von Falbenhaupt gemeinsame Tochter Maria Eusebia Gräfin Galler (Adelsgeschlecht) den Besitz erworben hatte. Sie übergab im Jahre 1733 den Besitz Ferdinand Josef Graf Pranckh, ihrem Sohn aus erster Ehe. Dieser veräußerte das Schloss im Jahre 1746 an Kardinal Ladislaus Graf Kollonitsch, den damaligen Wiener Erzbischof.

#### Deutschlandsberg mit Schloss Feilhofen (Feilhöfer Schlössl)
Das Schloss Feilhofen auch Feilhofer Schlössl in der Gemeinde Deutschlandsberg (Steiermark) entstand aus einem ehemaligen Wirtschaftshof der Burg Deutschlandsberg heraus. Nach mehreren Besitzwechseln traten Maria Eleonore Gräfin Steinpeiß und Maria Anna Gräfin Gaisruck, zwei Großnichten des Karl Freiherr von Puchbaum, das Erbe im 18. Jahrhundert an. Das Geschlecht der Grafen von Gaisruck übernahm ab 1759 die Herrschaft bis der Besitz 1822 nach mehreren Wechseln schließlich an die Herrschaft Hollenegg des Johann Fürst Liechtenstein (Holleneger Linie) verkauft wurde und heute eine Forstverwaltung beherbergt.

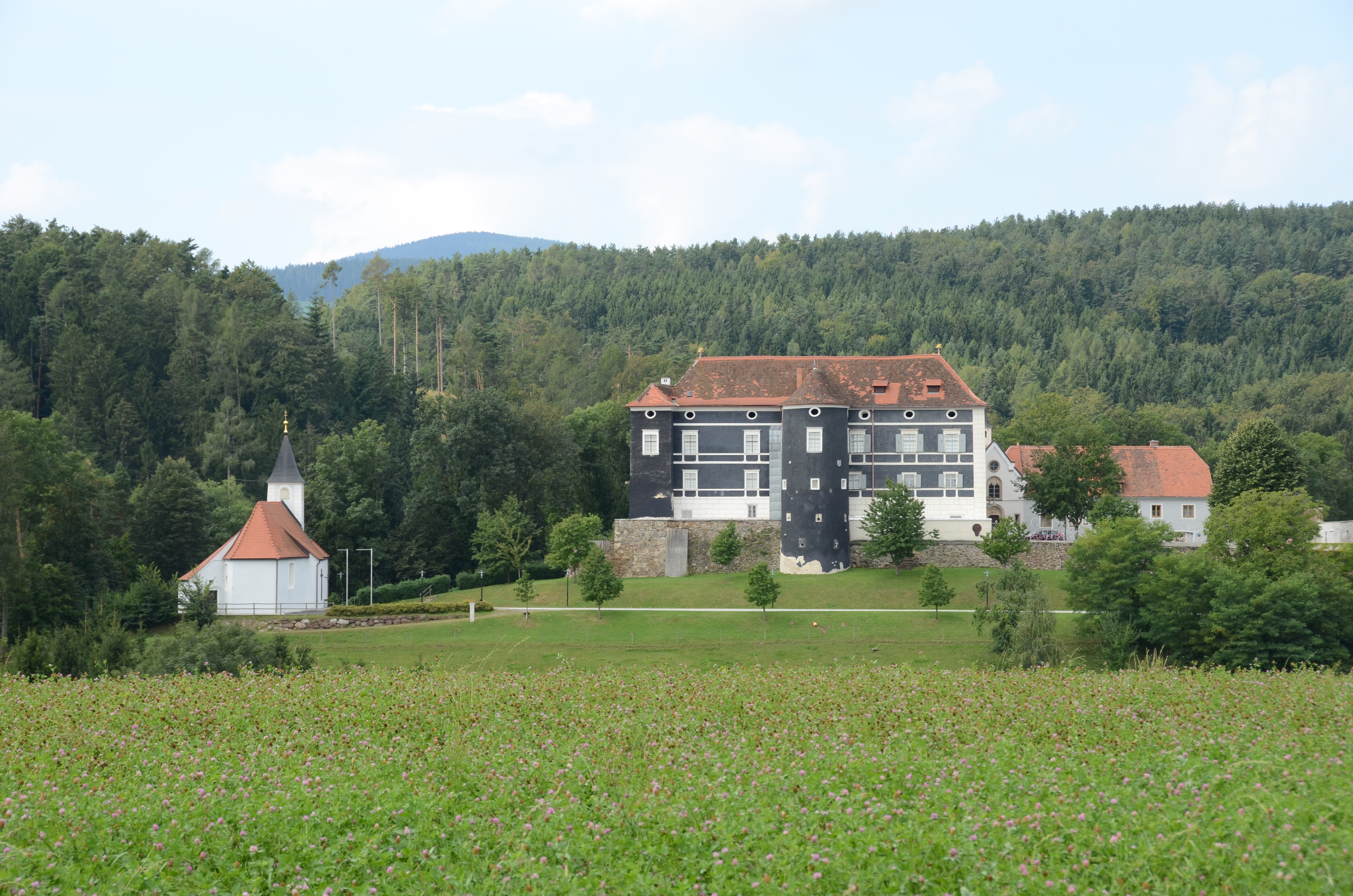
Stammsitz derer von Steinpeiss: Schloss Aichberg (Eichberg) in der Steiermark.
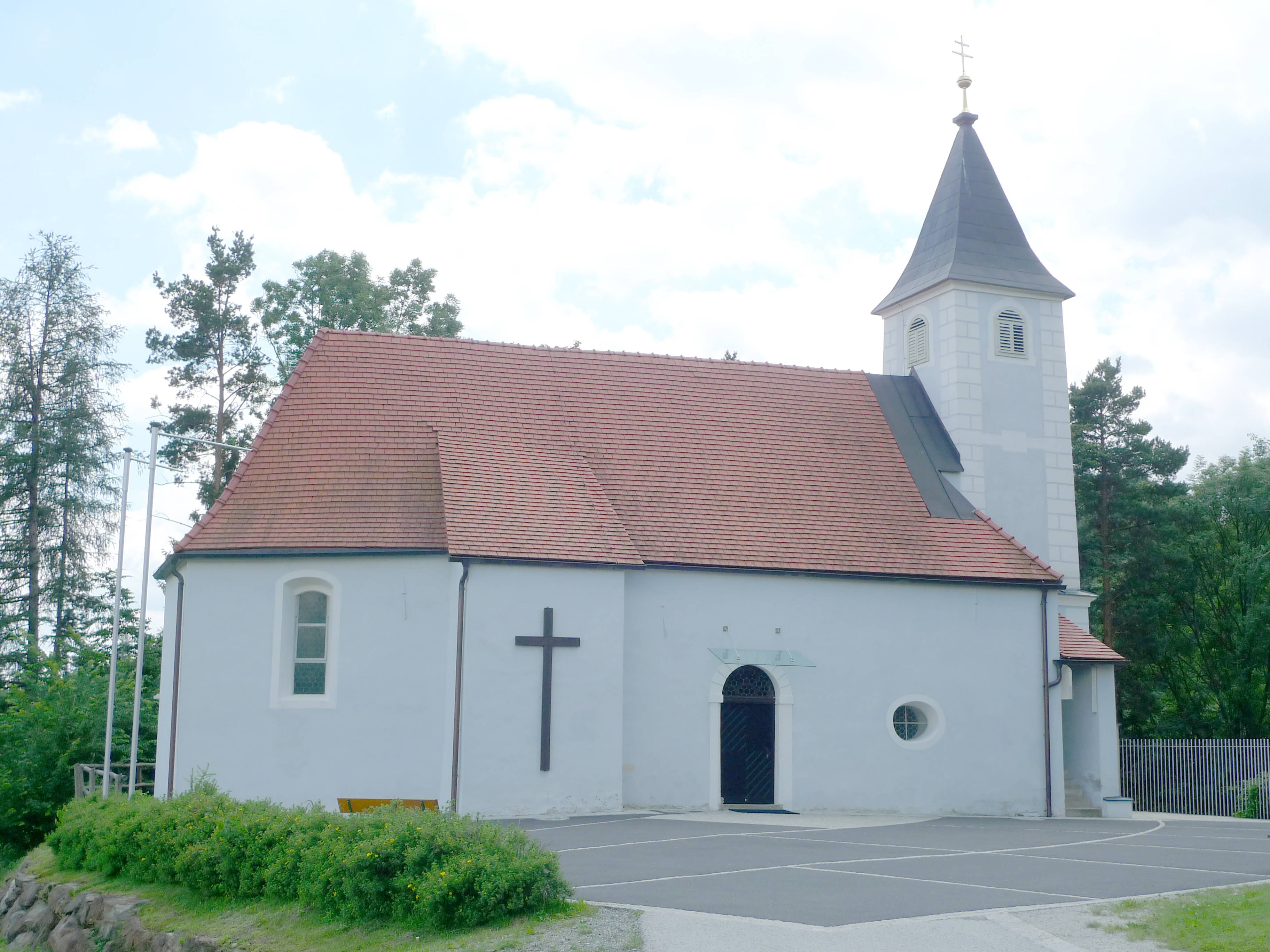
Pfarrkirche Eichberg bei Schloss Aichberg: Herberge der Grabsteine und Gruft der Grafen von Steinpeiss mit Epitaphen (Wappen).
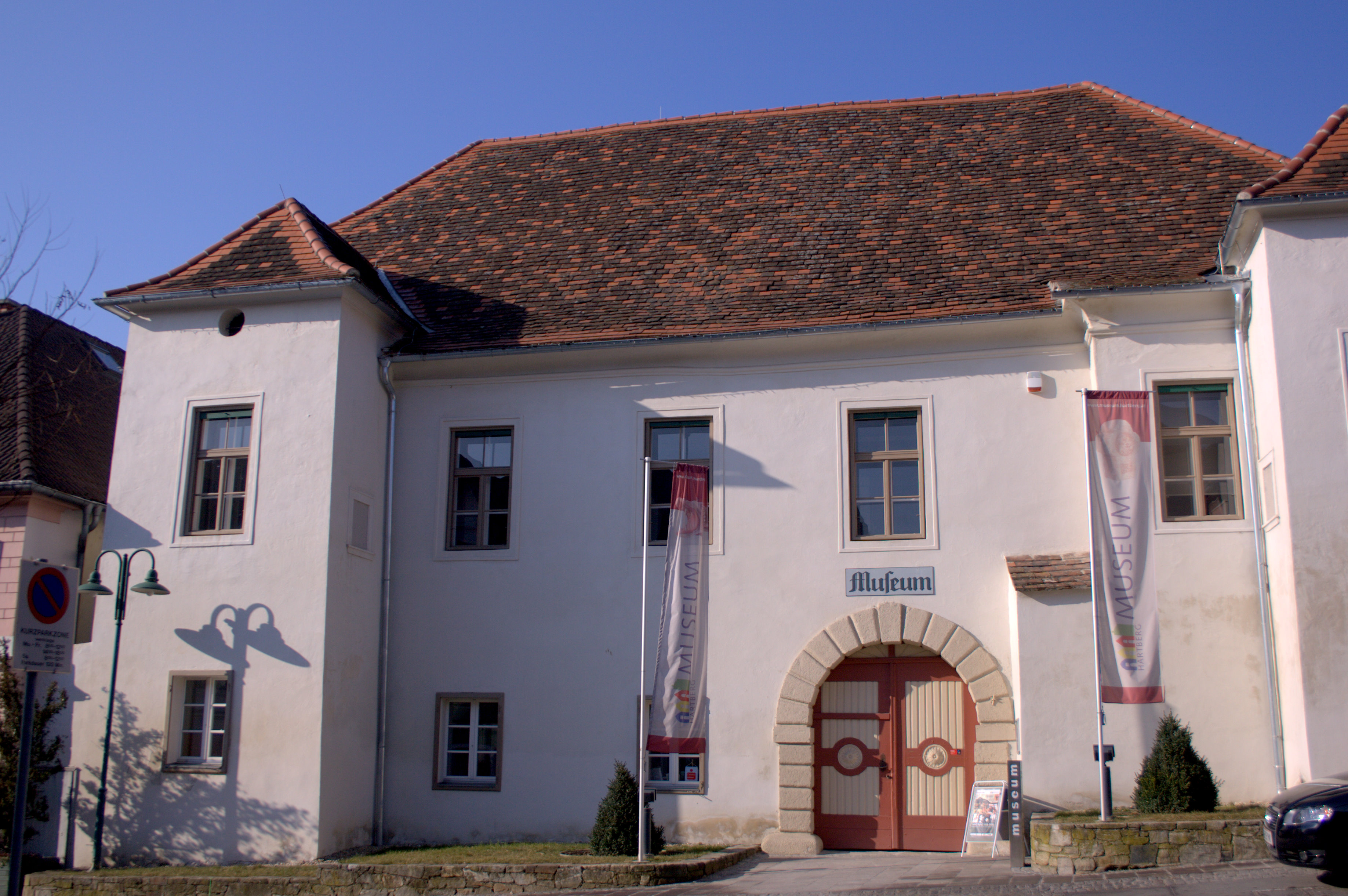
Ab 1412 im Besitz des Seyfried Steinpeiss: Steinpeißhaus in Hartberg.
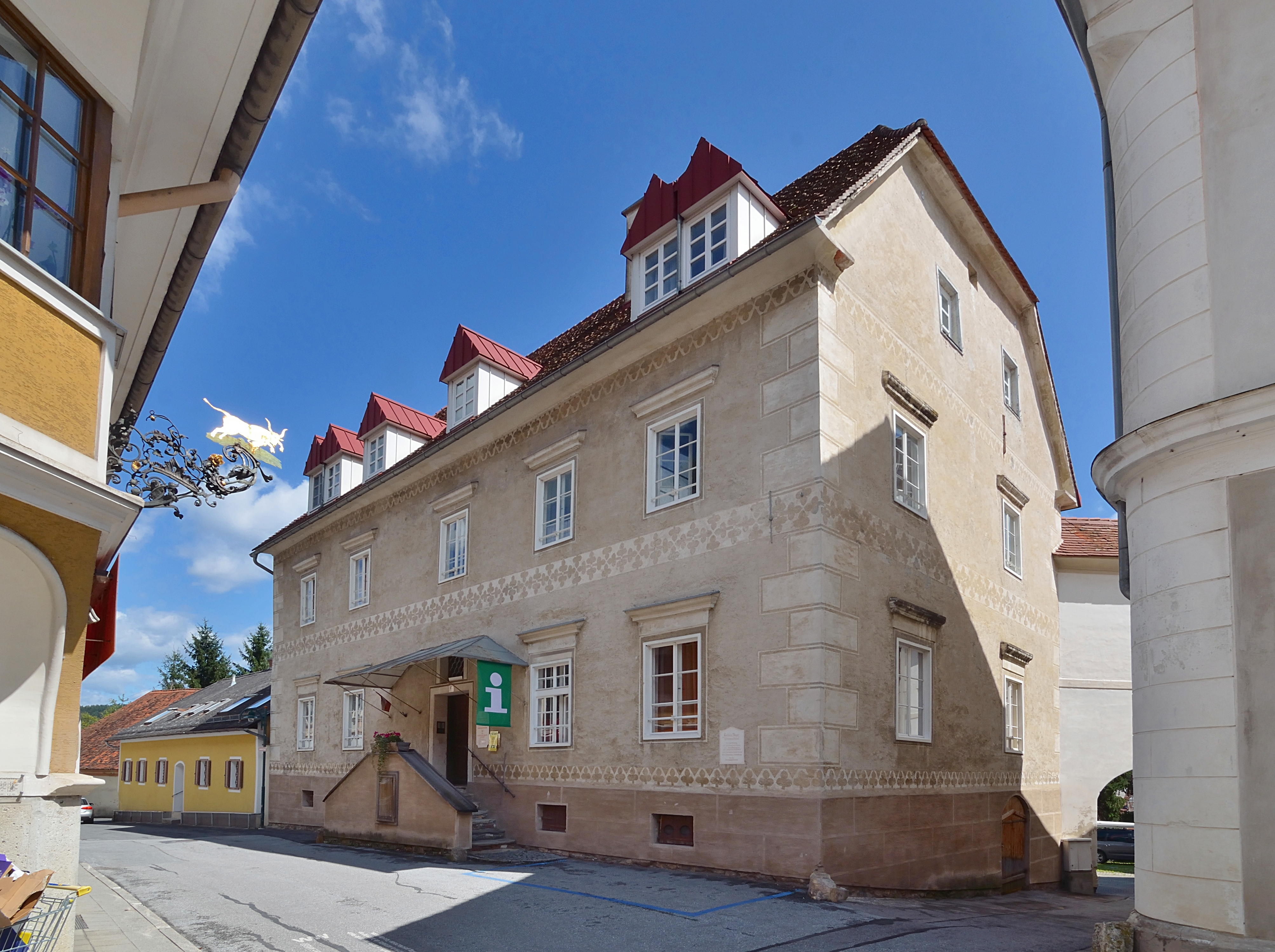
Ehemaliger Besitz derer von Steinpeiss: sog. Steinpeisshaus (Stainpeißhaus) am Hauptplatz in Anger in der Steiermark.
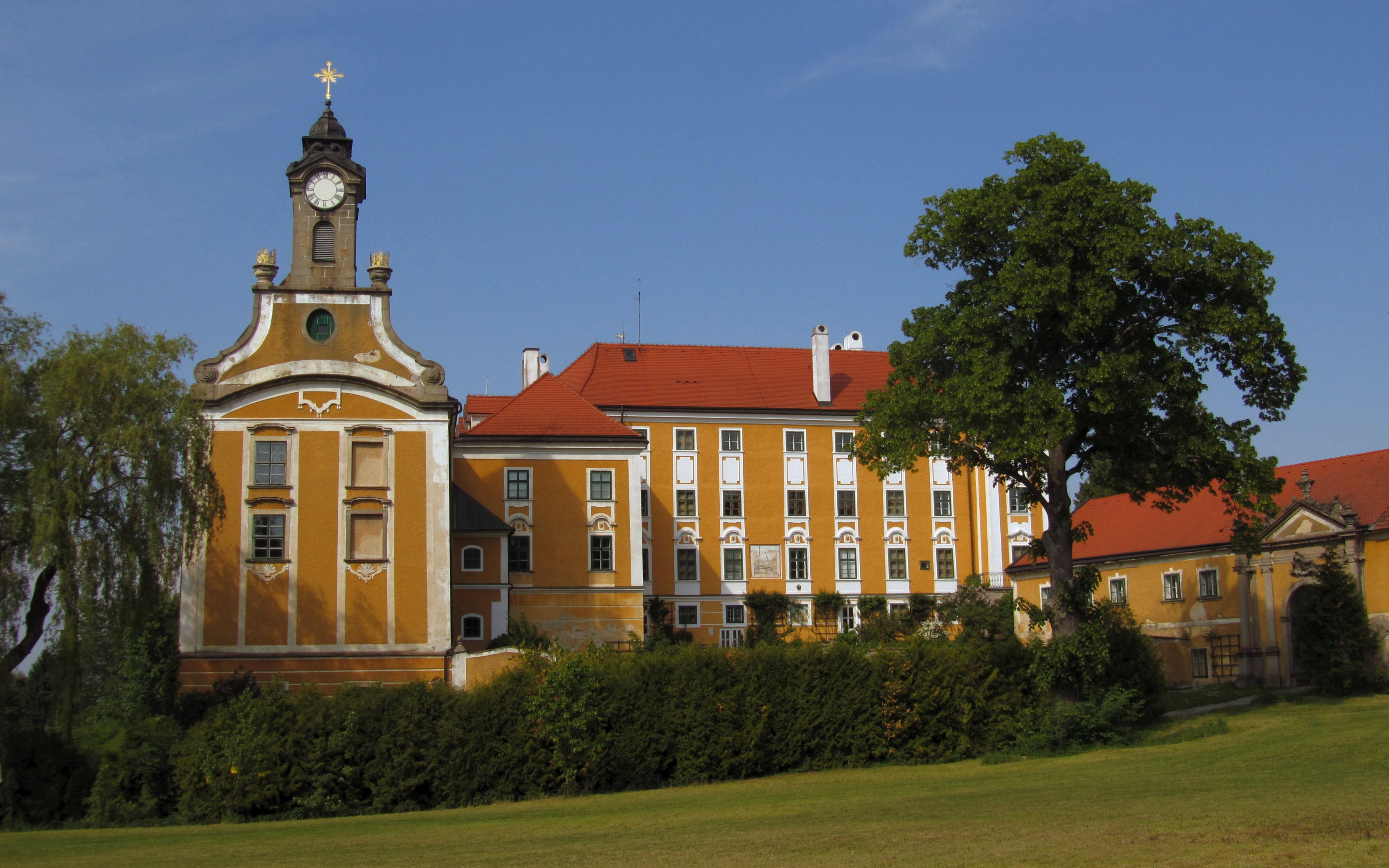
Ehemalige Grundherrschaft im 15. und 16. Jahrhundert der Grafen von Steinpeiss zu Aichberg und Kirchberg an der Raab: Kirchberg an der Raab mit dem später erbauten Schloss Kirchberg.
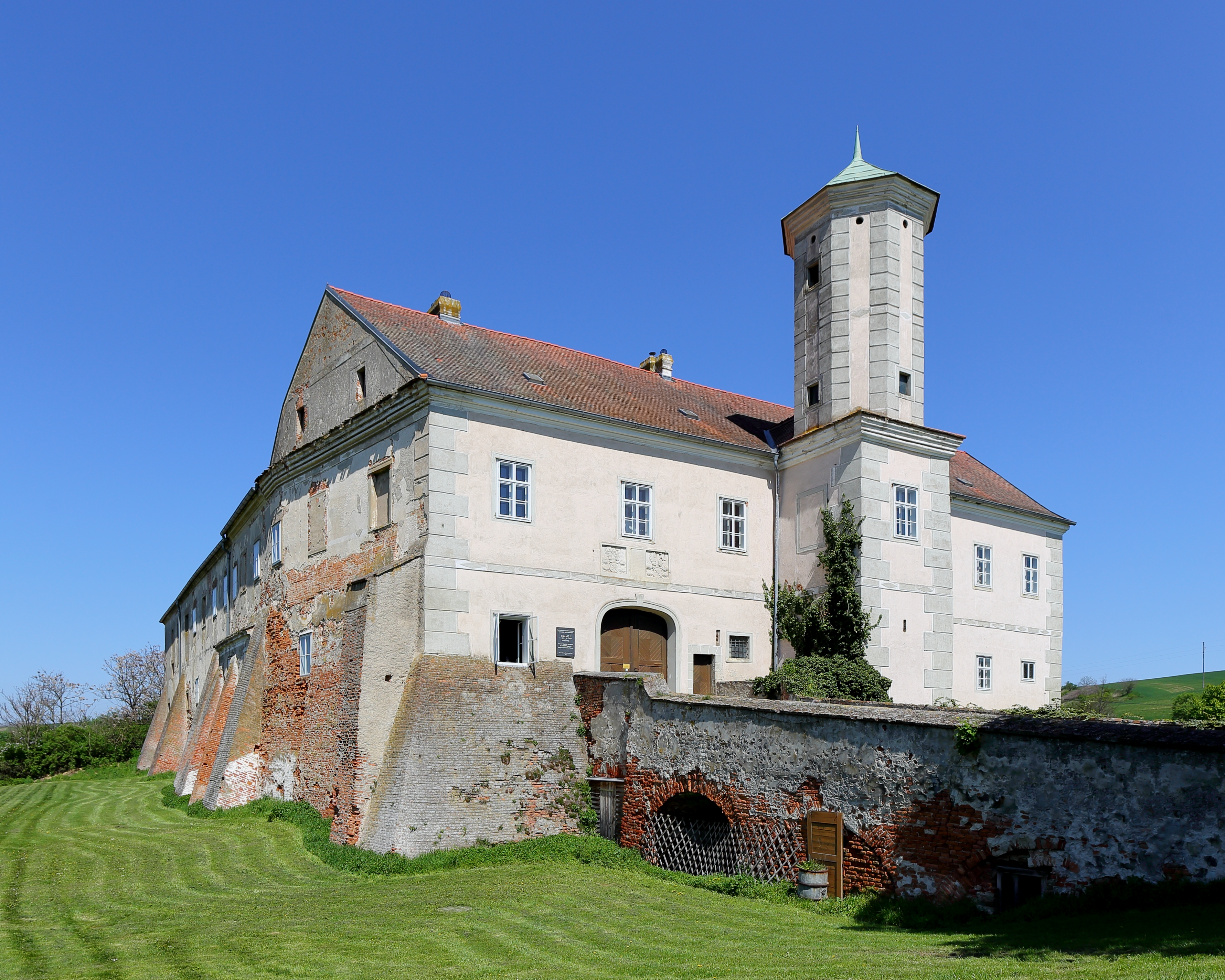
Bis 1524 im Besitz derer von Steinpeiss: Schloss Jedenspeigen bei Jedenspeigen in der Stadtgemeinde Gänserndorf.
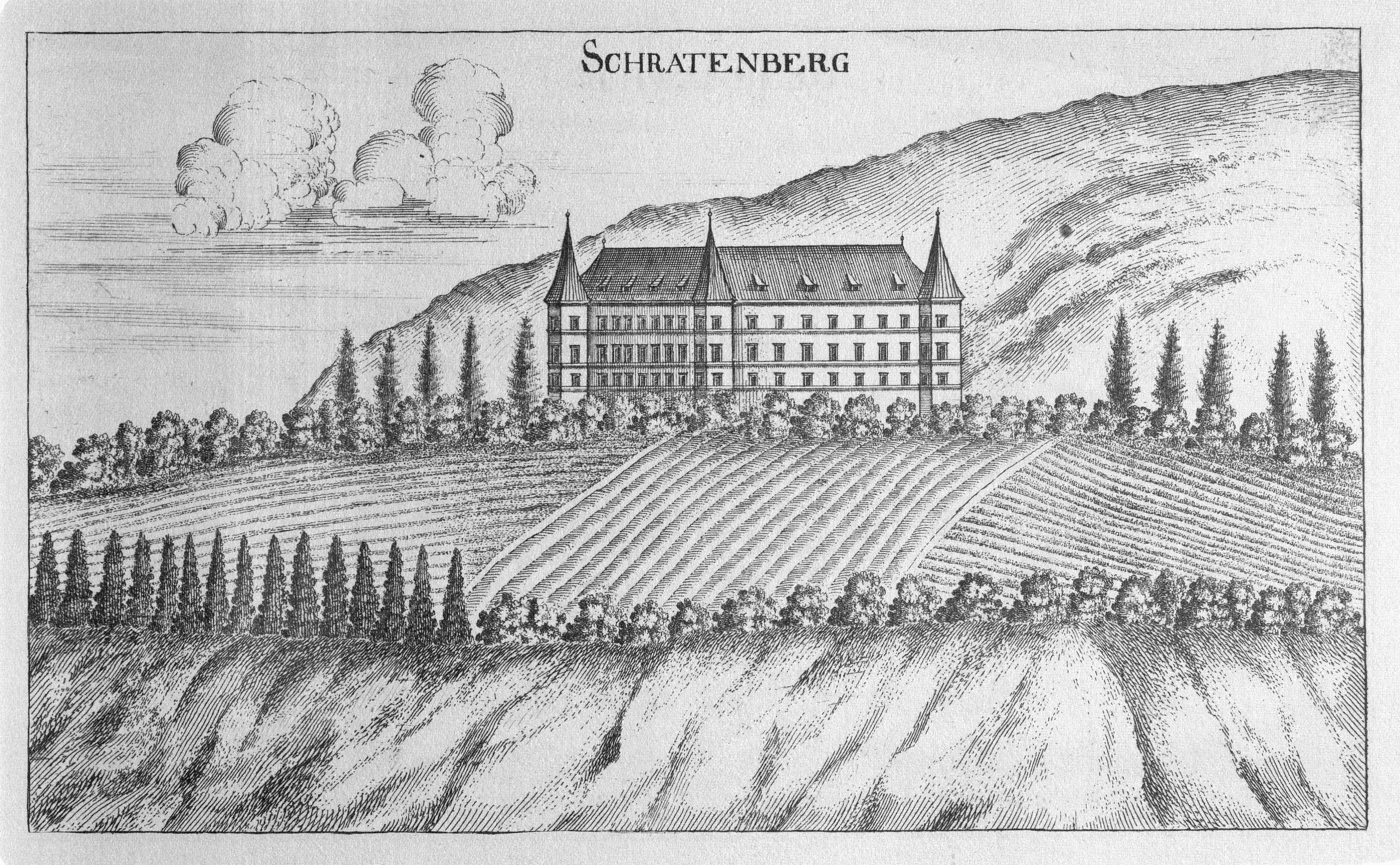
Ehemaliger Besitz der Gräfin von Steinpeiss: Schrattenberg bei Scheifling.
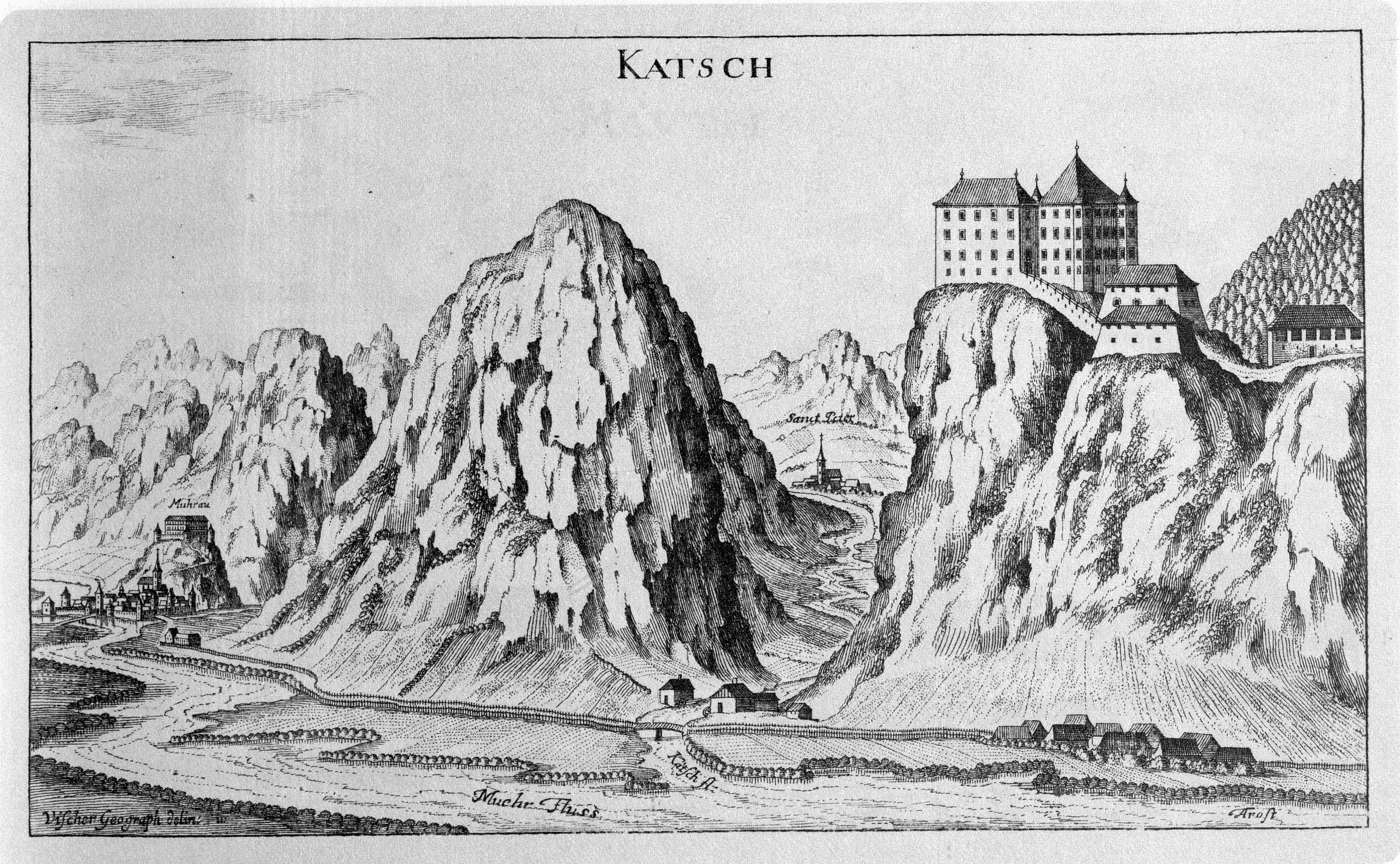
Besitz der Gräfin Rosina von Steinpeiss im 17. Jahrhundert: Steirische Burg Katsch.
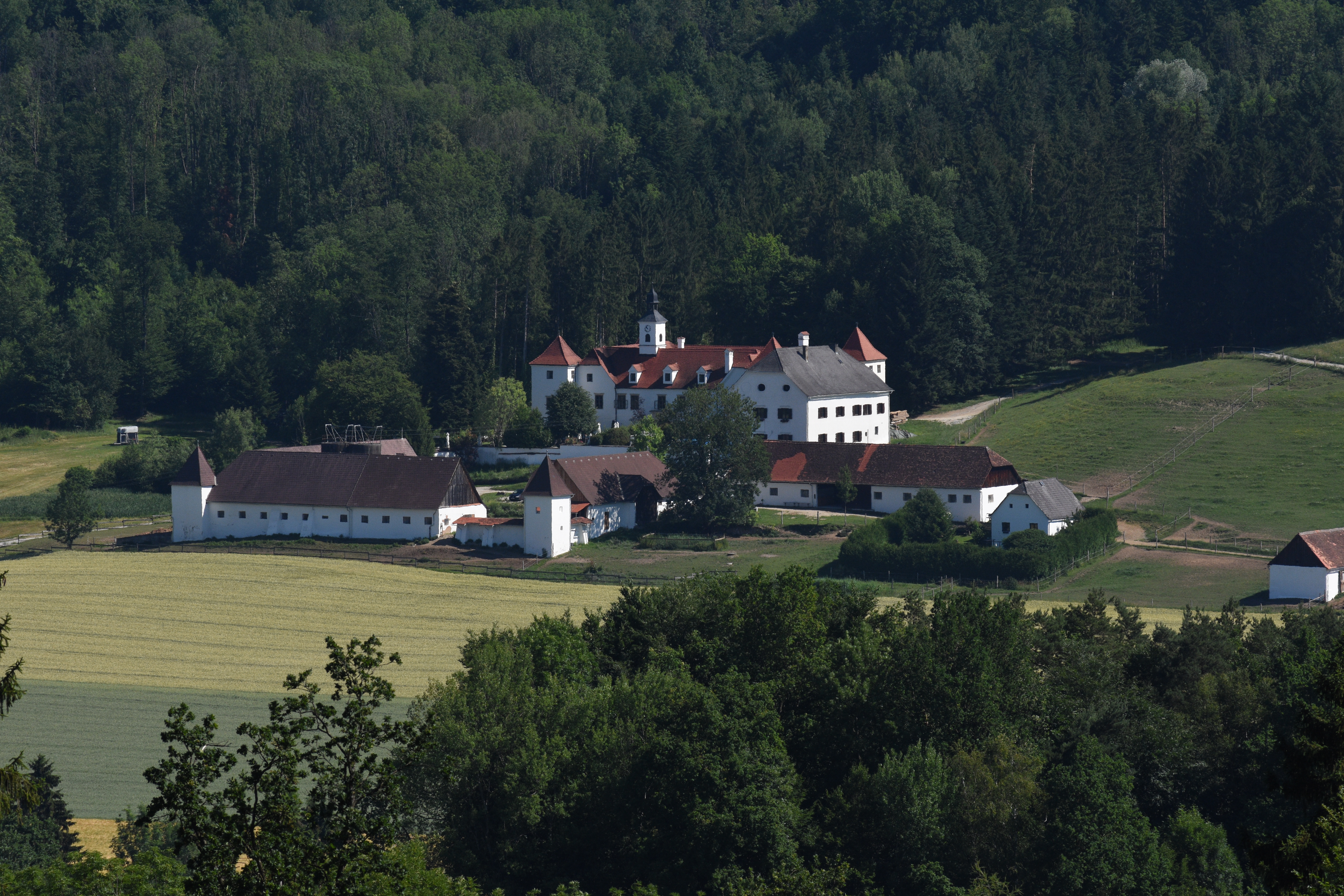
Im Besitz derer von Steinpeiss im 18. Jahrhundert: Schloss Dornhofen in Eggersdorf bei Graz (Graz-Umgebung, Steiermark).
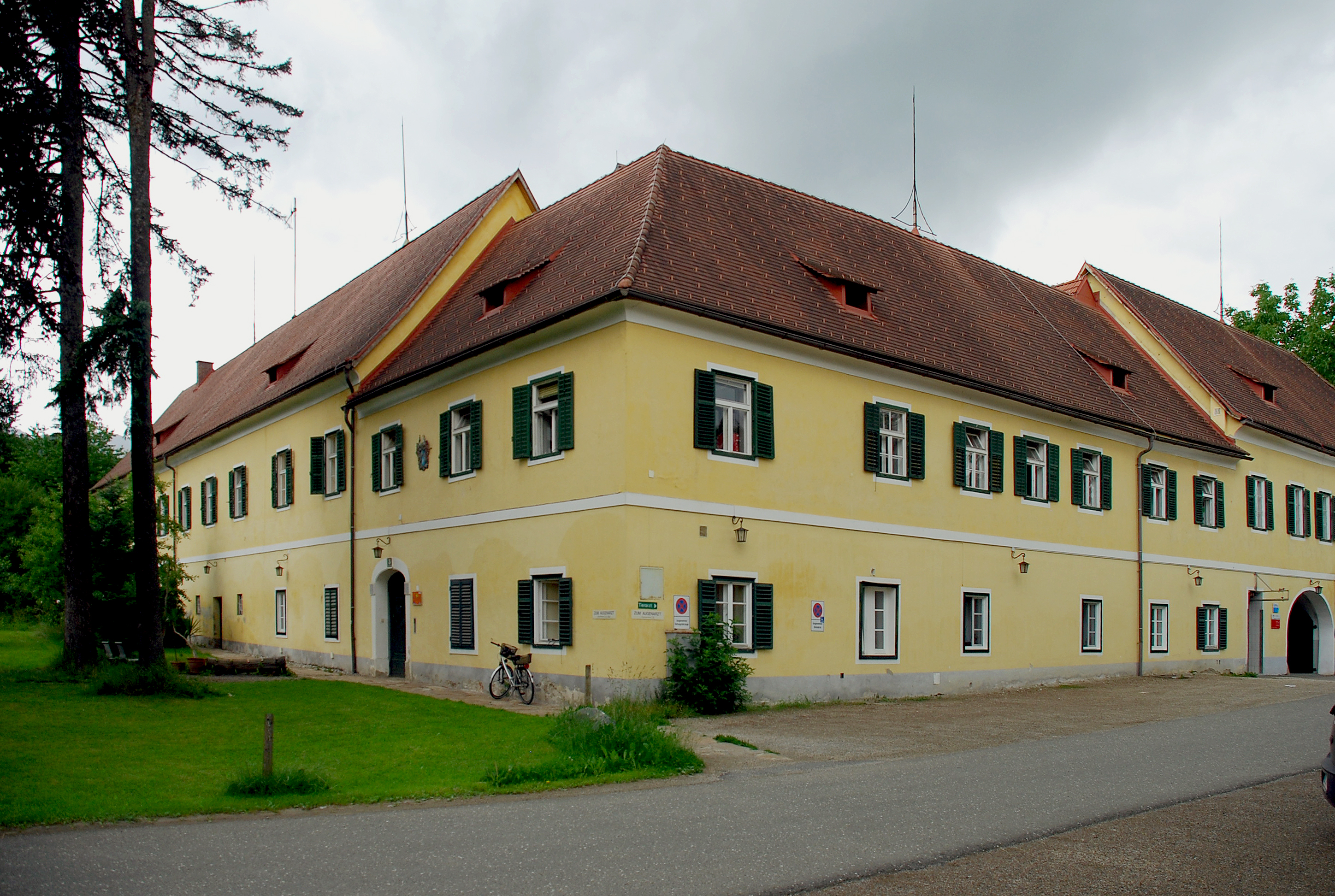
Im 18. Jahrhundert im Besitz der Großnichten des Karl Freiherr von Puchbaum, Maria Eleonore Gräfin Steinpeiß und Maria Anna Gräfin Gaisruck: Schloss Feilhofen (aus einem ehemaligen Wirtschaftshof der Burg Deutschlandsberg).

## Nobilitierungen und dynastische Ehen
Die Adelsfamilie, die sich zunächst von Steinpeiss zu Aichperg (Aichberg oder Eichberg) nannte, erlangte anfänglich die Erhebung in den Freiherrenstand (Freiherren zu Aichberg und Kirchberg an der Raab) und später erfolgte die Nobilitierung in den gräflichen Rang. Die Grafen von Steinpeiss besaßen seit 1675 das oberste Erbland-Falkenmeister-Amt.
Das Adelsgeschlecht  derer von Steinpeiss ist im 18. Jahrhundert im Mannesstamm erloschen. Die Familie verbändelte sich durch dynastische Eheschließungen u. a. mit den folgenden anderen Adelsgeschlechtern: Herberstein, Saurau (Soro), Kuenburg (Khuenburg), Teuffenbach, Dietrichstein,  Wildenstein, Stürghk, Pranckh, Scherffenberg (Scharfenberg, Schärffenberg), Schrattenbach, Kuefstein, Pergen, Breuner (Breunner), Graben von Stein (von Graben), Glojach (Gloiach), Pfundan (Phuntan), Hagen (Haagen), Webersberg, Führenberg, Steger von Ladendorf (Steger), Rindschaid (Rindschait), Mörsberg, Rottal (Rothal), Rindsmaul, Schätzl, Hohenkraen, Feuchter, Fronau (Fronauer), Schindtel, Mauer, Cronegg (Kronegg, Kroneck), Lengheimb, Weber, Aschau und Hilleprandt (Hilleprant) sowie die zuvor bereits genannten Adelsfamilien derer von Eibiswald (Eybiswald), Galler, Prandegg (Brandeck), Trauttmansdorff (Trautmannsdorff) und Wurmbrand.

## Wappen
Blasonierung: Der Wappenschild des Stammwappens zeigt in Silber drei blaue Pfähle; der Helm mit einer blau-silbernen Decke trägt zwei silberne Büffelhörner, die mit drei blauen Schrägbalken gestürzt sparrenweise belegt sind.
Die wechselnde Anzahl der Pfähle, wie etwa vier statt drei Pfähle, und die ausnahmsweise auftretende, jedoch nie verliehene Helmkrone, sollen die einzigen erfahrenen Änderungen des Wappens darstellen.
Grabsteine und Gruft der Grafen von Steinpeiss in der Pfarrkirche Eichberg bei Schloss Aichberg zeigen Epitaphe mit dem Wappen entsprechend der Blasonierung. Auch das Schloss Aichberg (Eichberg) selbst zeigt das Wappen noch heute an seinen Toren. Auf einem Epitaph in der Pfarrkirche von Grafendorf bei Hartberg (Steiermark) zeigt sich die eheliche Verbindung zu den Trauttmannsdorff, die sich im Wappen und der Inschrift wie folgt widerspiegelt: „Der Hoch und Wollgebohrnen Frañen Frañen Maria Sallame Graffin von Steinpeis Ein Gepohrne Graffin von Trautmannstorff ist gestorben den 8 Aprill 1689 ihres Allters 48 Iahr.“

Stammwappen derer von Steinpeiss, ohne Wappenzierde: in Silber drei blaue Pfähle.
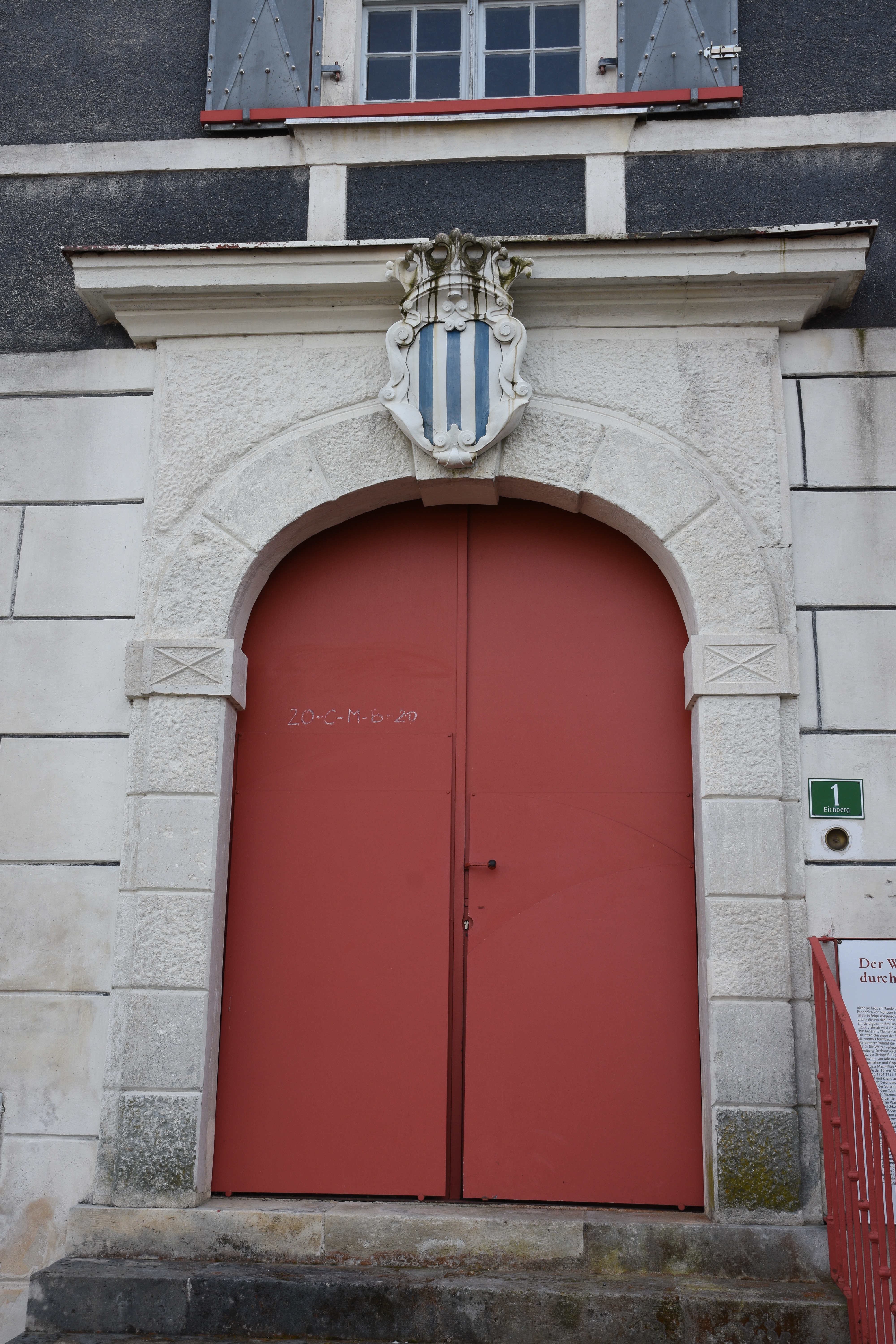
Stammwappen derer von Steinpeiss, gekrönt, koloriert, am Haupttor von Schloss Aichberg (Steiermark)
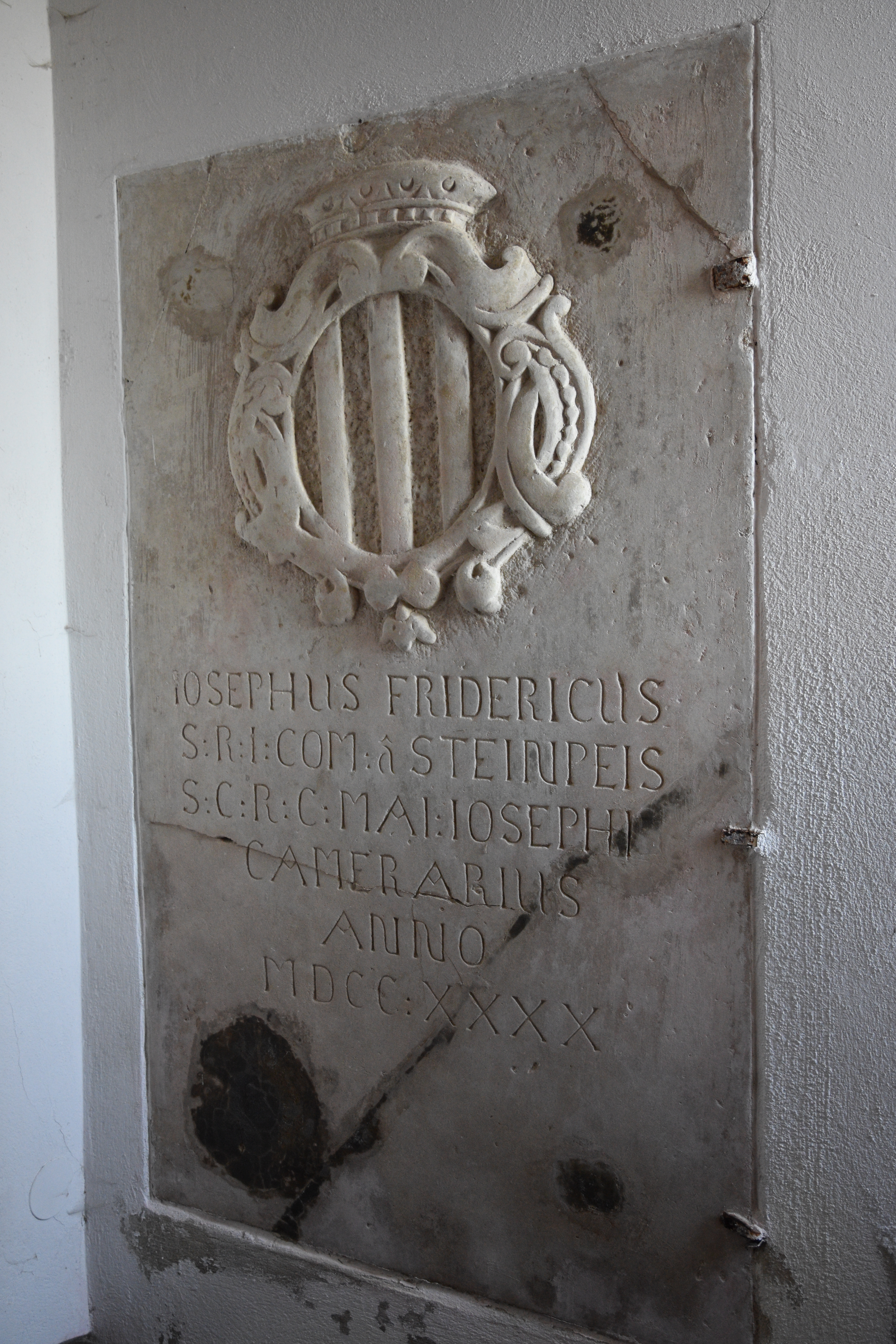
Stammwappen derer von Steinpeiss, gekrönt, Grab des Josef Friedrich Graf von Steinpeiss, Kapelle von Schloss Aichberg (Steiermark)
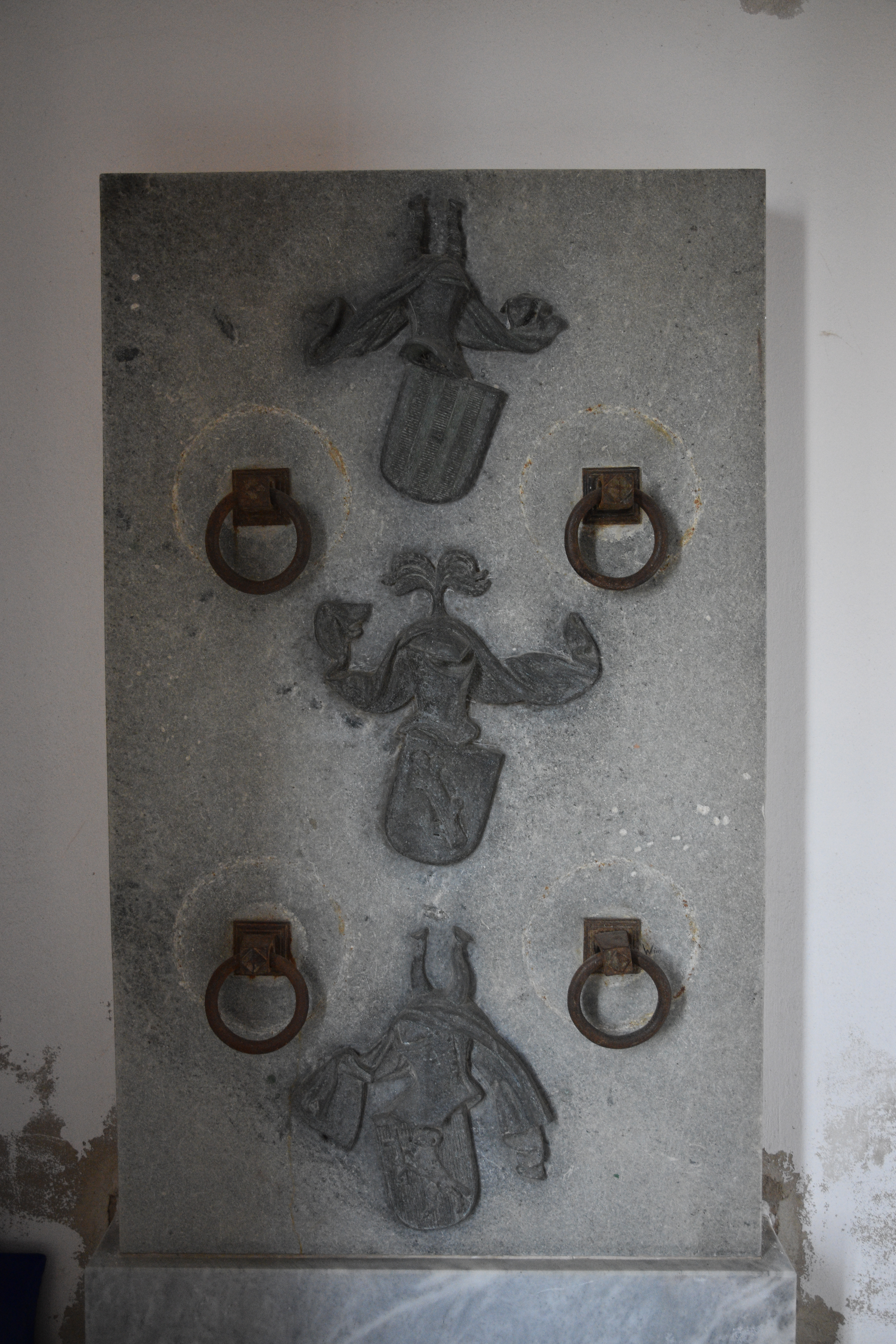
Stammwappen (v. o. n. u.) derer von Steinpeiss neben anderen (Schönfeld, Wimpffen), Kapelle von Schloss Aichberg (Steiermark)
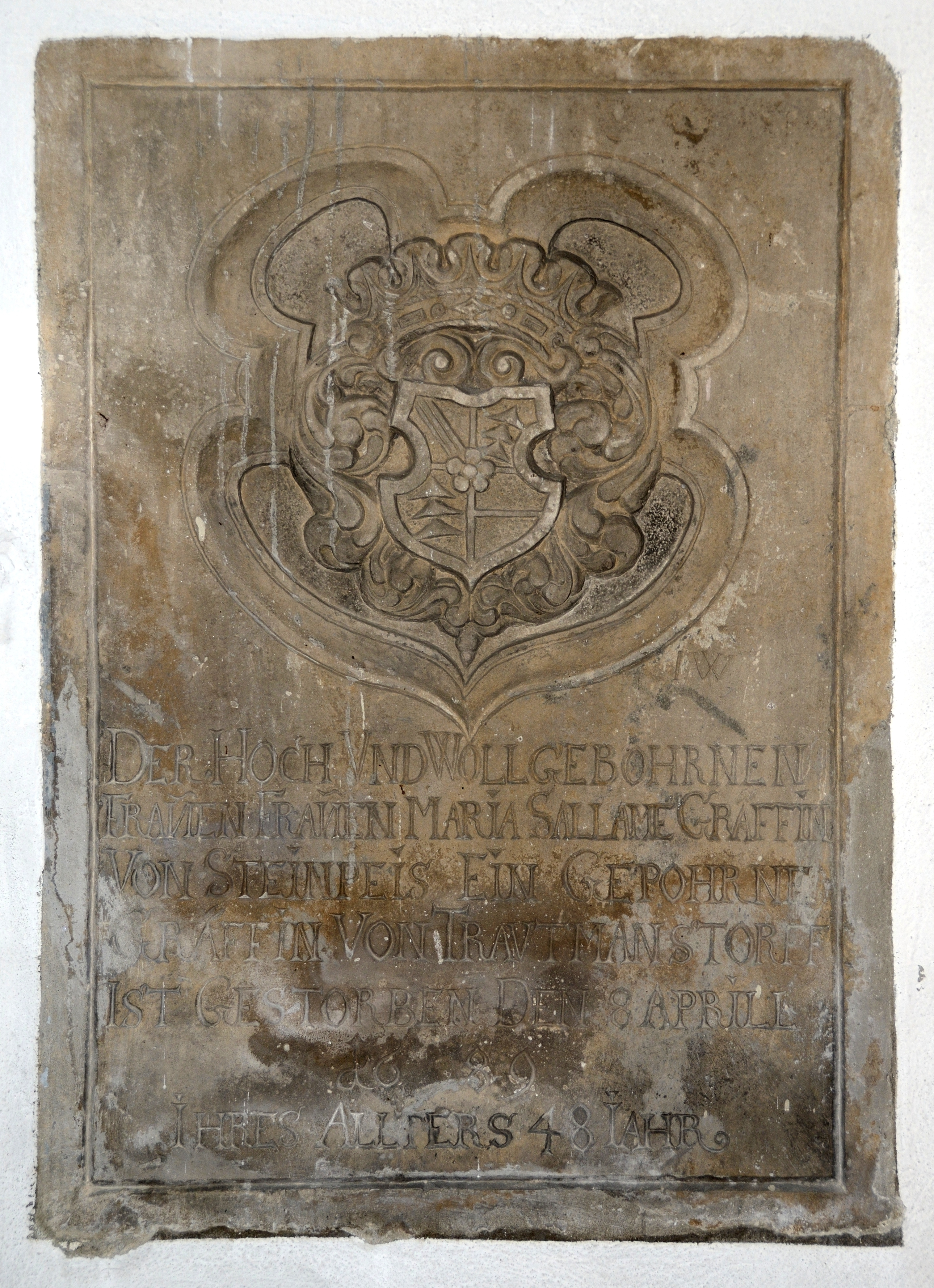
Epitaph mit Wappen und Inschrift der Maria Sallame Gräfin von Steinpeis, geb. Gräfin von Trautmannstorff (* um 1641;  † 8. April 1689)